# Манумакли
Манумакли (также Маймакан, Моймокан) — проточное озеро тектонического происхождения в Красноярском крае России, располагается на юго-западе Таймырского Долгано-Ненецкого района, северо-восточнее Хантайского озера.
Озеро Манумакли имеет форму, вытянутую в широтном направлении, и находится на высоте 457 м над уровнем моря, занимая межгорную ложбину в центральной части плато Путорана. Его площадь составляет 7,86 км², площадь водосборного бассейна — 87,4 км². Длина озера около 10 км, ширина варьируется от 300 м в центральной части до 1 км в западной части. На западе из озера вытекает река Иркингда, впадающая в 60 км западнее в озеро Кутарамакан и относящаяся к бассейну Карского моря. В озеро впадает ряд незначительных рек и ручьёв, на некоторых из них — водопады. Острова на водоёме отсутствуют.
Озеро с севера и юга окружают базальтовые горы с крутыми скалистыми склонами и плоскими вершинами. Окружающие горы имеют высоту до 1299 м. Берега поросли лесом, имеется эвенкийская стоянка — два полуразвалившихся чума с кострищами, поросшие мхом.
Код водного объекта в государственном водном реестре — 17010800311116100005631.